# 923 (numero)
Novecentoventitré (923) è il numero naturale dopo il 922 e prima del 924.

## Proprietà matematiche
- È un numero dispari.
- È un numero composto con 4 divisori: 1, 13, 71, 923. Poiché la somma dei suoi divisori (escluso il numero stesso) è 85 < 923, è un numero difettivo.
- È un numero semiprimo.
- È un numero omirpimes.
- È un numero nontotiente in quanto dispari e diverso da 1.
- È un numero palindromo nel sistema di numerazione posizionale a base 3 (32123).
- È un numero intero privo di quadrati.
- È un numero felice.
- È un numero odioso.
- È parte delle terne pitagoriche  (355, 852, 923), (923, 2436, 2605), (923, 5964, 6035), (923, 32760, 32773), (923, 425964, 425965).

## Astronomia
- 923 Herluga è un asteroide della fascia principale del sistema solare.
- NGC 923 è un galassia spirale della costellazione di Andromeda.

## Astronautica
- Cosmos 923 è un satellite artificiale russo.